# Шахтный эксплуатационный копёр

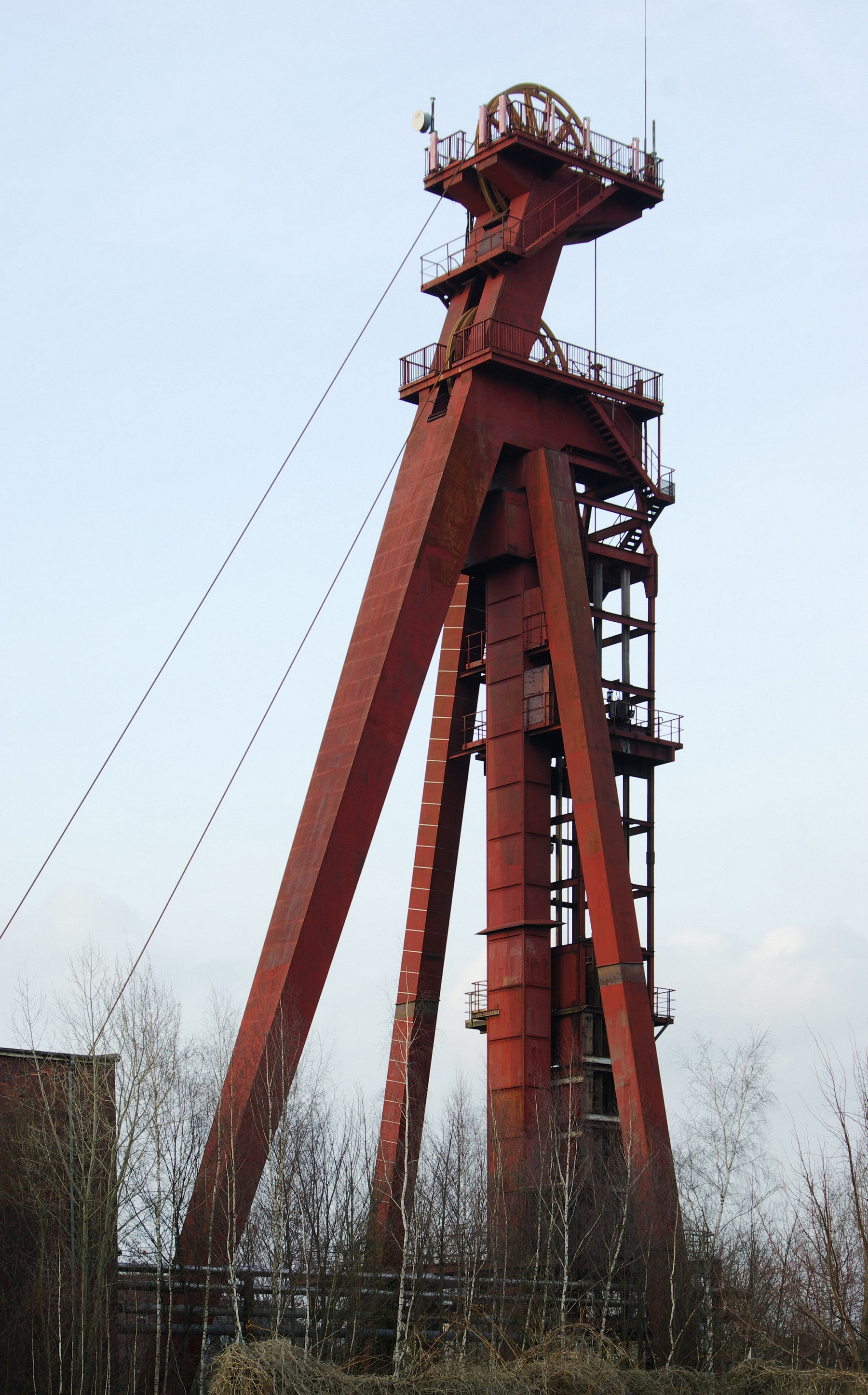
Шахтный копёр

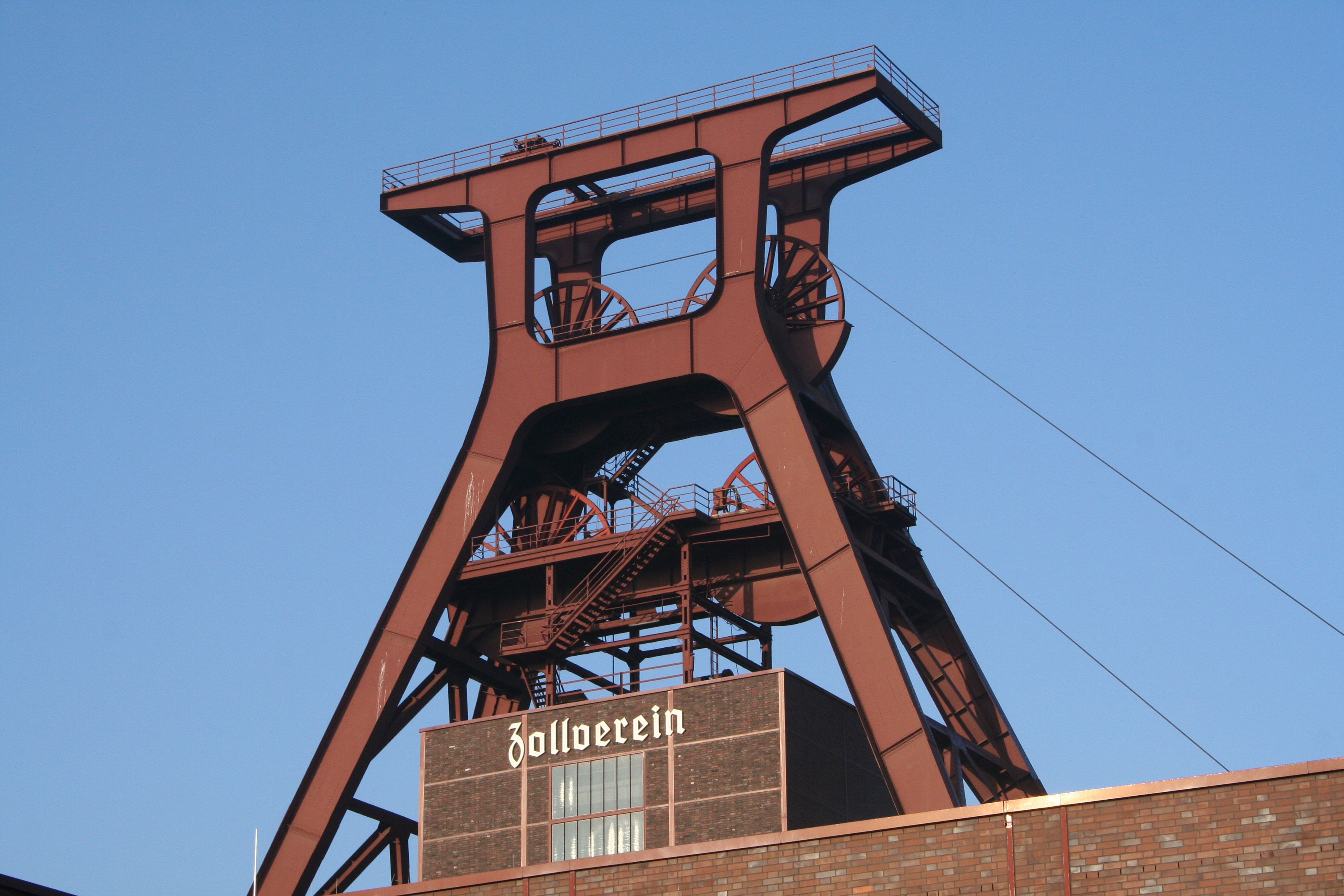
Копёр шатровой конструкции

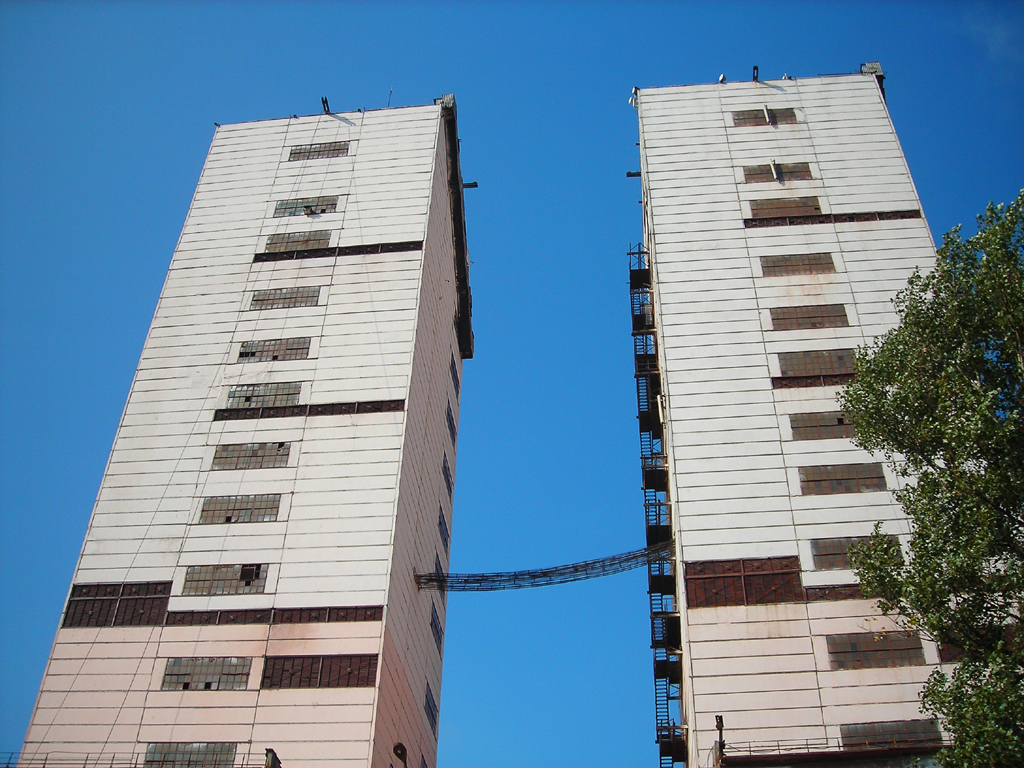
Башенные копры шахты «Гвардейская» в Кривом Роге

Ша́хтный эксплуатацио́нный копёр — конструкция, установленная на поверхности над шахтой, предназначенная для размещения подъёмной установки.

## Характеристика
- высота — от 30 м;
- глубина спуска — до 2000 м;
- расположение подъёмных машин — одностороннее и под углами 90 или 180°.

## Применение
Размещение направляющих (копровых) шкивов, крепления направляющих проводников и разгрузочных кривых для скипов и опрокидных клетей, крепления посадочных устройств клетей, а также для расположения на них многоканатных подъёмных машин.